# Họ Rau sắng
Họ Rau sắng (danh pháp khoa học: Opiliaceae) là một họ thực vật có hoa nằm trong bộ Đàn hương (Santalales) trong nhánh thực vật hai lá mầm thật sự phần lõi (core eudicots). Kể từ khi được miêu tả lần đầu thì họ này đã được các nhà phân loại học công nhận rộng rãi. Tên gọi họ rau sắng là lấy theo tên gọi của rau sắng (Melientha suavis).
Hệ thống APG II năm 2003 (không thay đổi từ hệ thống APG năm 1998) cũng công nhận họ này. Nó bao gồm khoảng 10-12 chi, với khoảng 28-36 loài các cây thường xanh thân gỗ dạng cây bụi, cây gỗ và dây leo vùng nhiệt đới khu vực miền nam Trung Quốc, Đông Nam Á, Malesia, Australia và Nam Mỹ. Ký sinh rễ. Thiếu lá kèm. Các lá đơn mọc so le, mép lá nhẵn, gân lá hình lông chim. Các cụm hoa mọc ở nách lá; lá bắc hình trứng hẹp hay dạng vảy. Hoa nhỏ, đối xứng tỏa tia, dạng 3-5 cánh, lưỡng tính hoặc đơn tính khác gốc/ đơn tính khác gốc nhưng có một vài hoa lưỡng tính (chi Champereia). Bao hoa rời hay hợp nhất một phần, hình van. Nhị hoa nhiều, bao phấn 2-ngăn, hướng trong, nứt theo chiều dọc. Bầu nhụy lớn 1 ngăn, lá noãn 1. Vòi nhụy ngắn hoặc không có; núm nhụy nhẵn hoặc xẻ thùy nông. Quả hạch. Hạt có lớp vỏ mỏng; nội nhũ nhiều dầu.
Chi lớn nhất về số lượng loài và kích thước của các cây là Agonandra, chi duy nhất có ở Nam Mỹ. Một vài chi chứa các loài thực vật ký sinh.

## Các chi
- Agonandra Miers ex Hook.f. (bao gồm cả Izabalaea Lundell)
- Cansjera Juss.: Sơn cam
- Champereia Griff.: Sơn dữu Đài Loan, sam ba, săm be
- Gjellerupia Lauterb.
- Lepionurus Blume (bao gồm cả Leptonium Griff.): Lân vĩ
- Melientha Pierre: Rau sắng, rau ngót núi, phắc van
- Opilia Roxb.: Sơn dữu (Quýt núi), sơn cam, ô bì
- Pentarhopalopilia (Engl.) Hiepko
- Rhopalopilia Pierre
- Urobotrya Stapf: Vĩ cầu, đuôi vảy, lân vĩ
- Yunnanopilia C.Y.Wu & D.Z.Li. Chi này được ghi nhận trong IPNI.
- Anthobolus R. Br.. Chi này trước đây thuộc họ Santalaceae, nhưng các kết quả nghiên cứu của Der & Nickrent (2005, 2008, 2010) cho thấy nó thuộc về họ này với sự hỗ trợ mạnh[1][2][3]